# Arnhem Highway

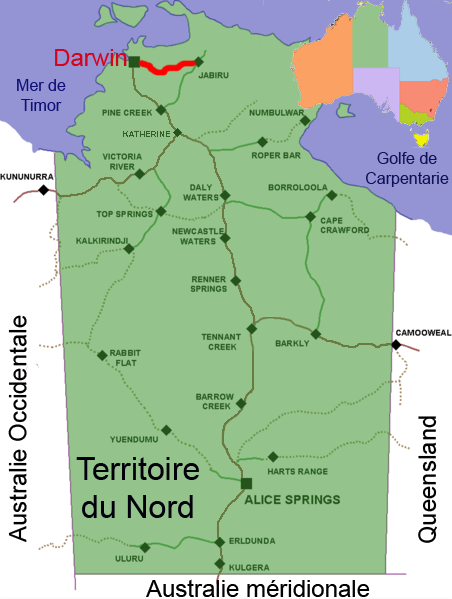
L'Arnhem Highway.

Arnhem Highway () est un axe routier de 230 km de long au nord du Territoire du Nord en Australie. Il relie la ville de Jabiru dans le parc national de Kakadu à la Stuart Highway, 35 km au sud de Darwin.